# Alter Bothfelder Friedhof

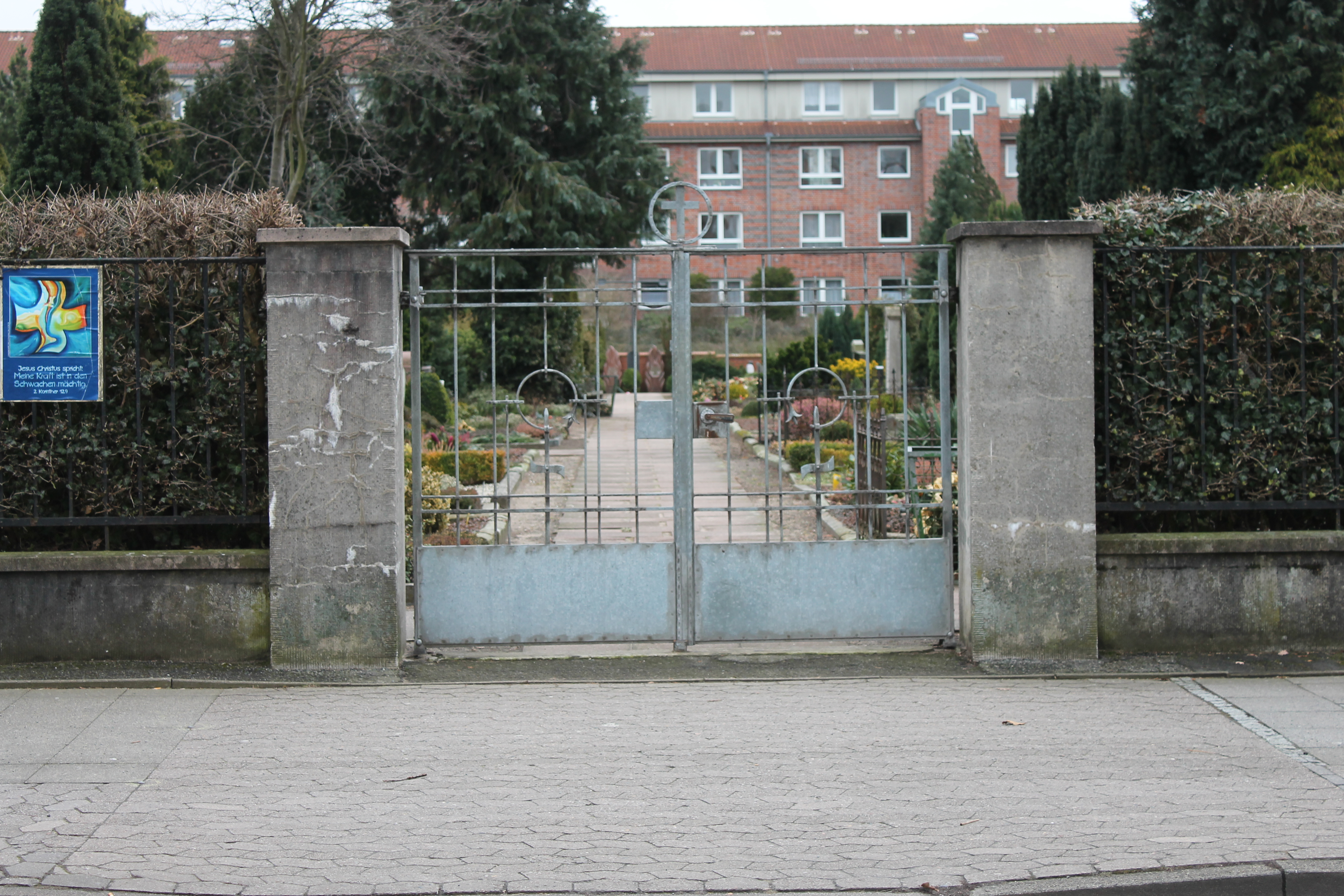
Eingangstor des Alten Bothfelder Friedhofs

Der Alte Bothfelder Friedhof in Hannover ist ein denkmalgeschützter Friedhof der Kirchengemeinde der evangelischen Kirche St. Nicolai et Antonii aus dem 19. Jahrhundert. Standort der rund 0,98 Hektar großen Anlage ist die Ebelingstraße im heute hannoverschen Stadtteil Bothfeld.

## Geschichte und Beschreibung
Als Nachfolger des bereits im Mittelalter angelegten Kirchhofes direkt an der Kirche St. Nicolai et Antonii wurde zur Zeit des Königreichs Hannover im Herbst des Jahres 1847 ein etwas weiter entfernter, neuer Friedhof angelegt, der heutige Alte Bothfelder Friedhof an der Ebelingstraße, die wiederum direkt auf die Kirche zurückführt.

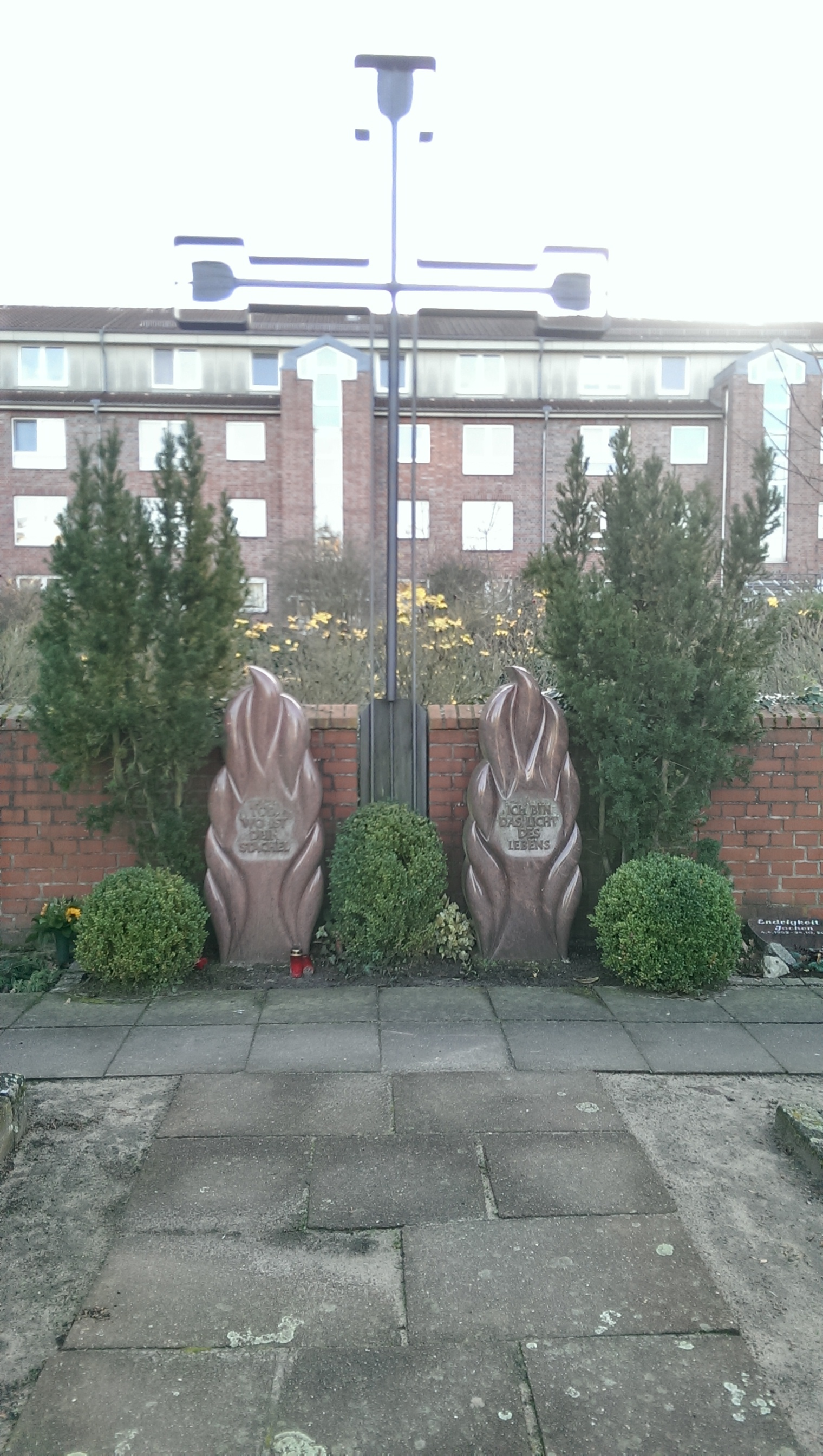

Auf der südlichen Seite der heutigen Ebelingstraße, auf dem Flurstück 11 in der ehemaligen Feldmark der Gemarkung Klein-Buchholz, kauften in der Folge auf dem etwa 3,5 Morgen großen Friedhofsgelände sämtliche Hofstellen mit Reihestellen-Nummern im Kirchspiel Bothfeld ihre für ihren Hof gedachten Erbbegräbnisse.
Unter anderem sind Pastor vom Berge und seine Frau, die Schwiegereltern von August Heinrich Hoffmann von Fallersleben, hier bestattet.

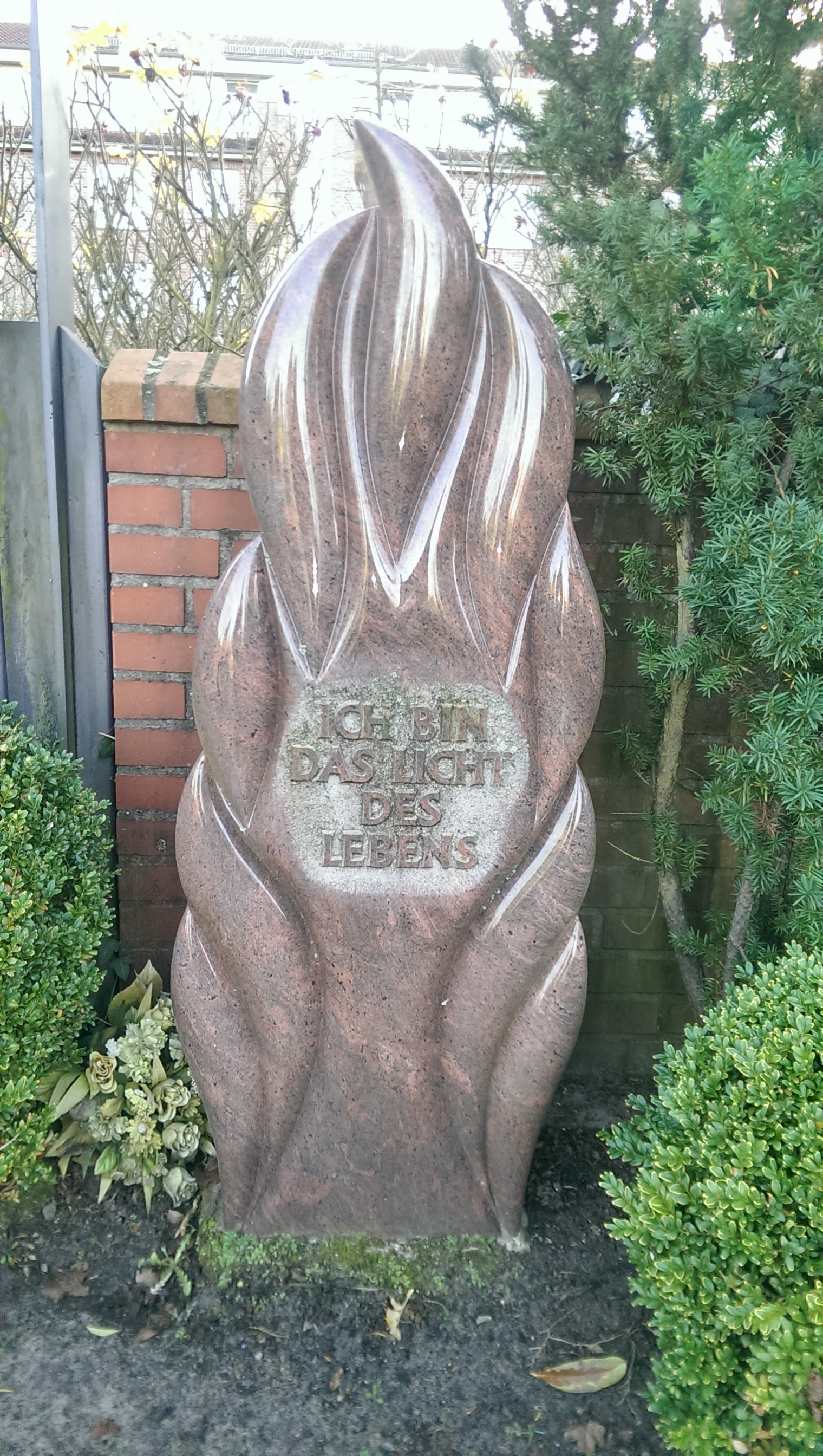

Heute sind manche der historischen Grabmäler ebenfalls denkmalgeschützt.

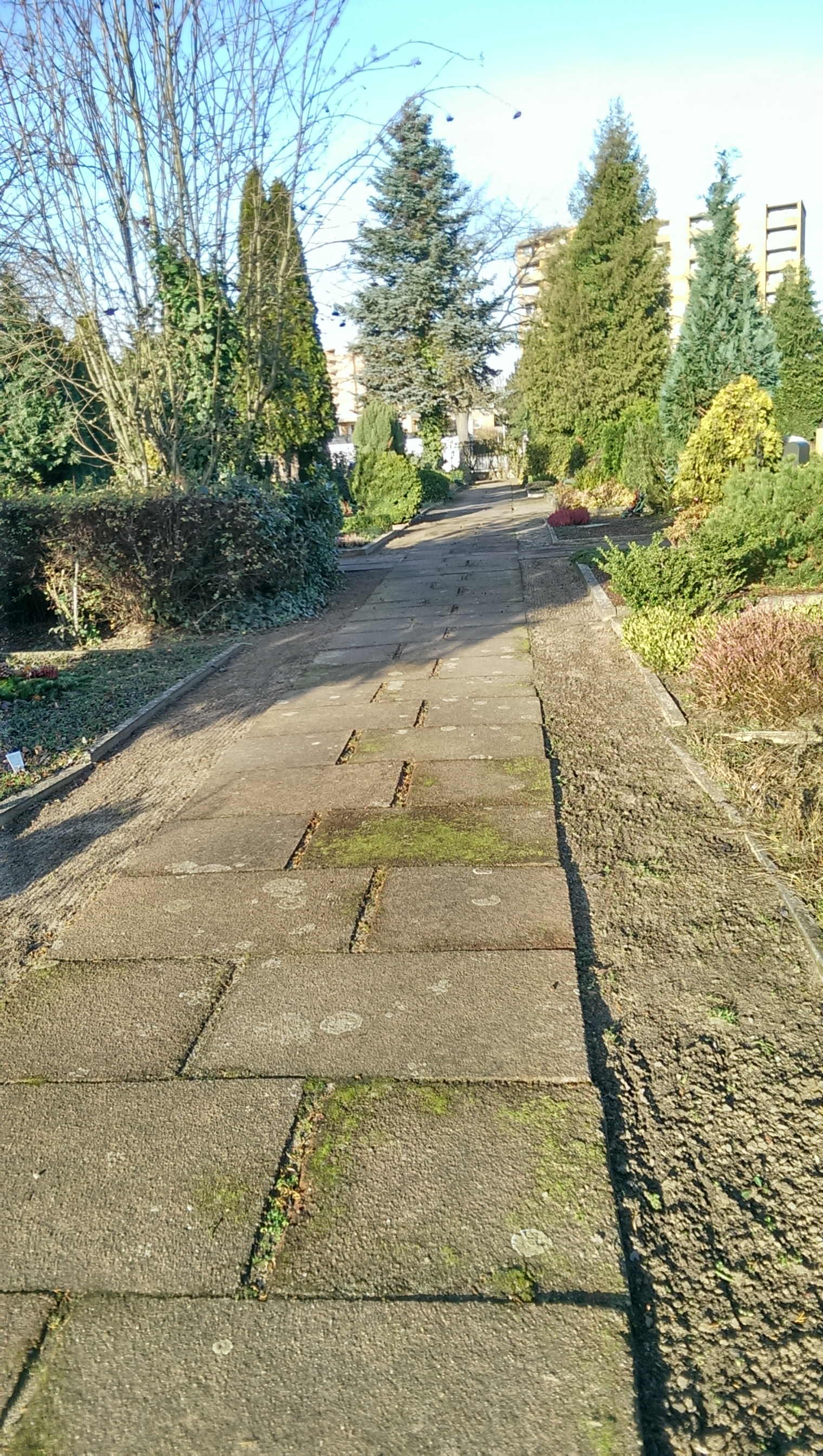
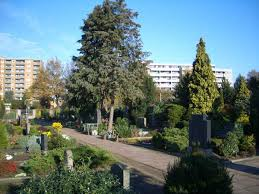
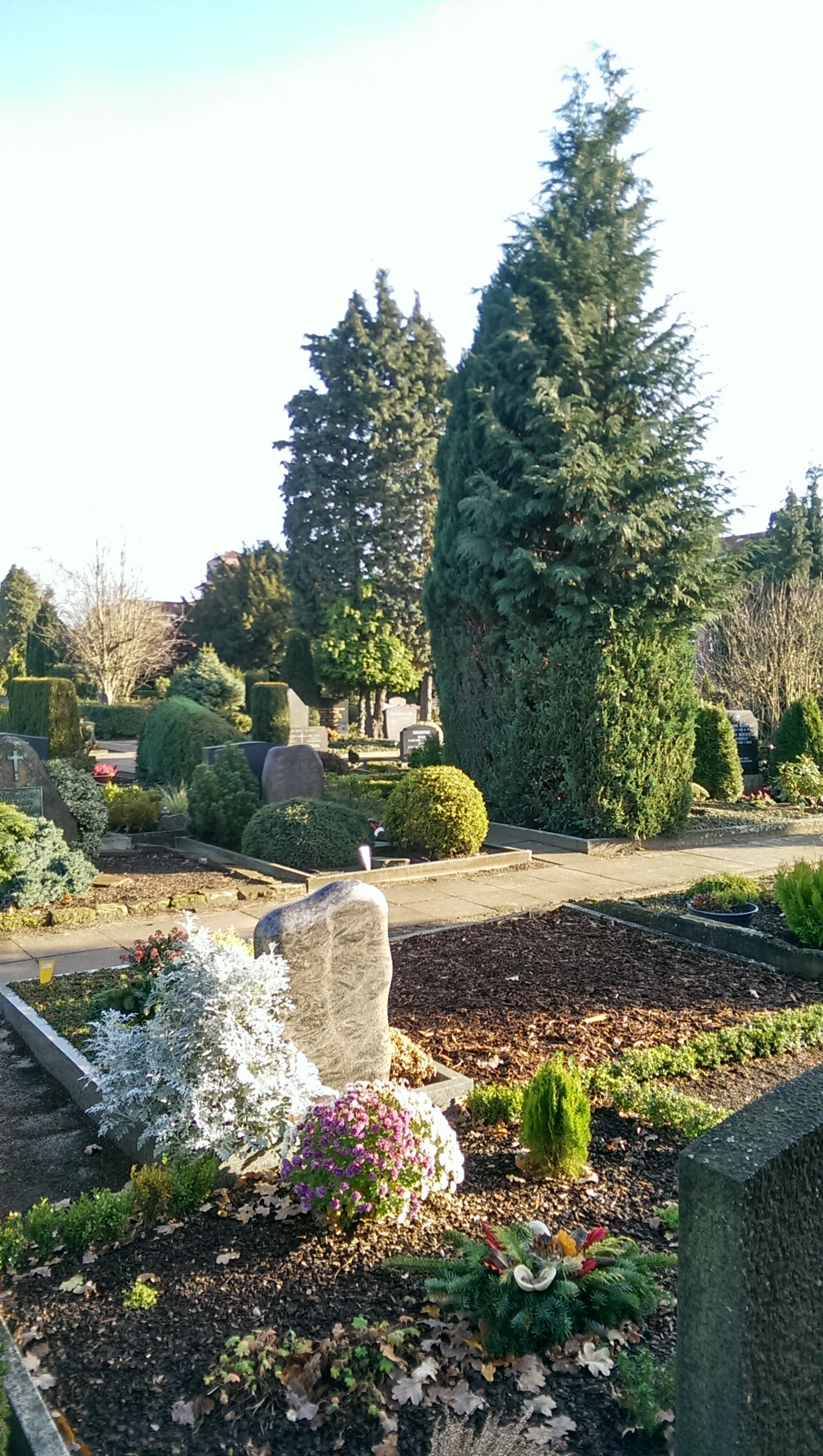
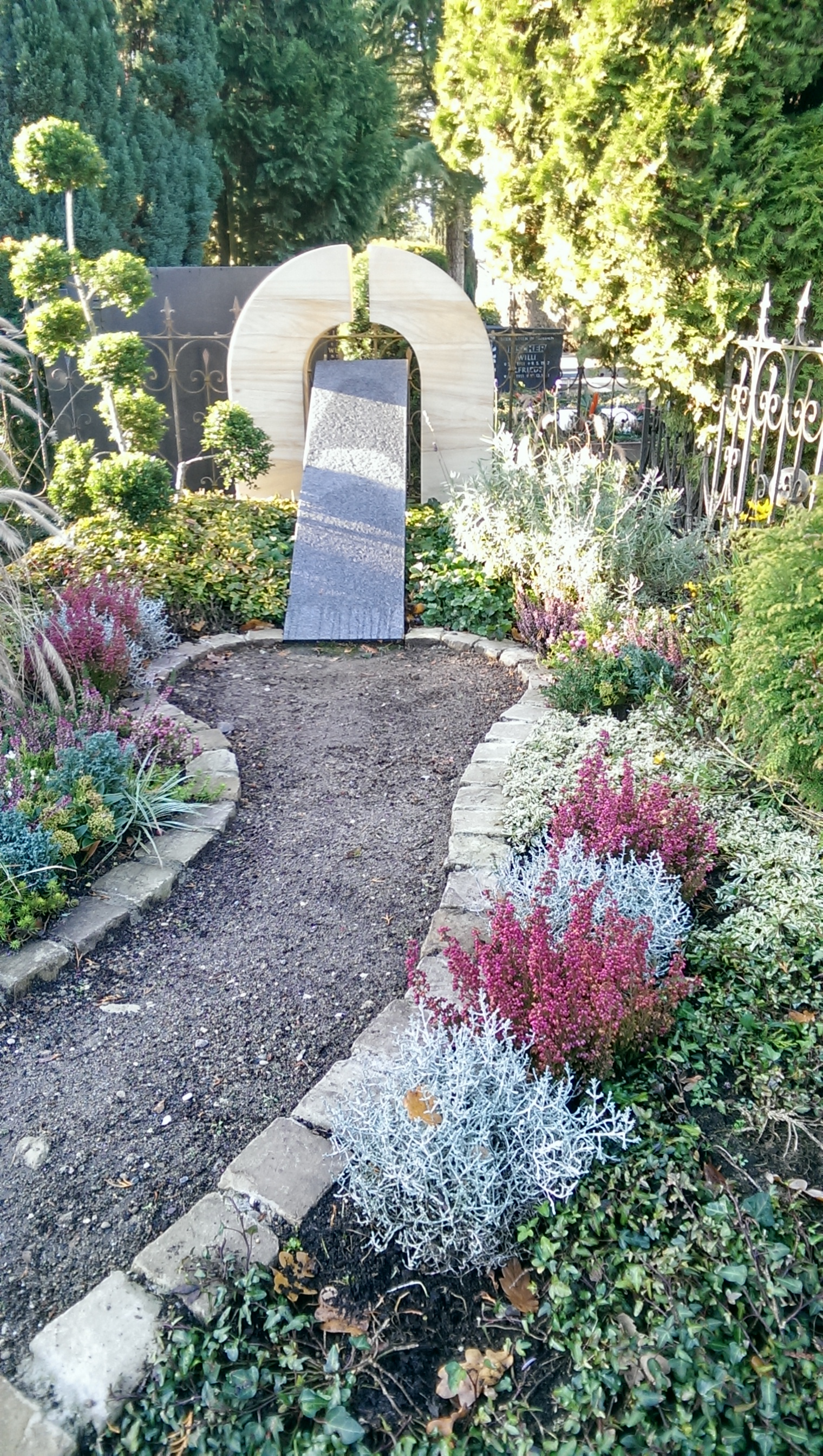
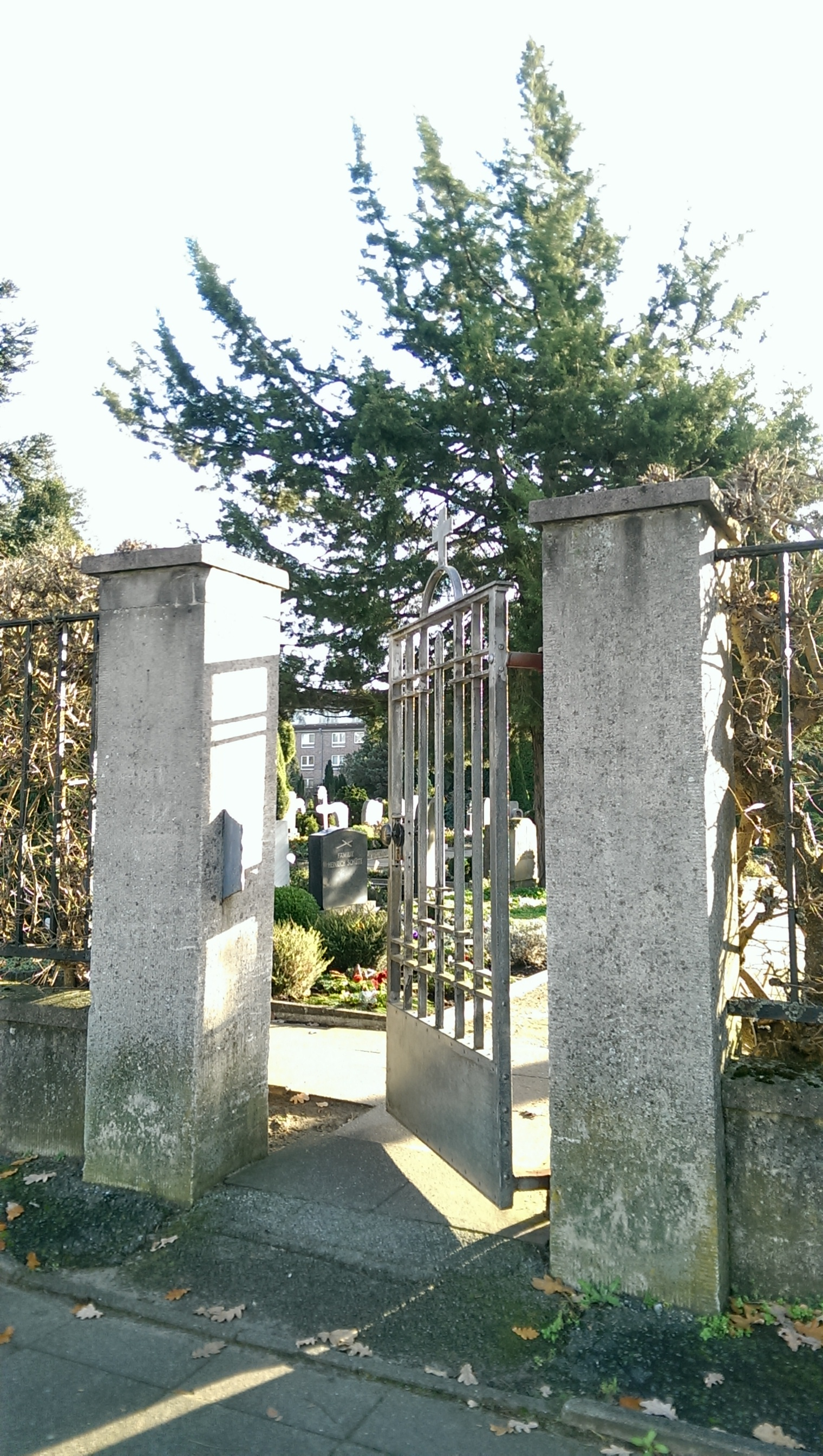
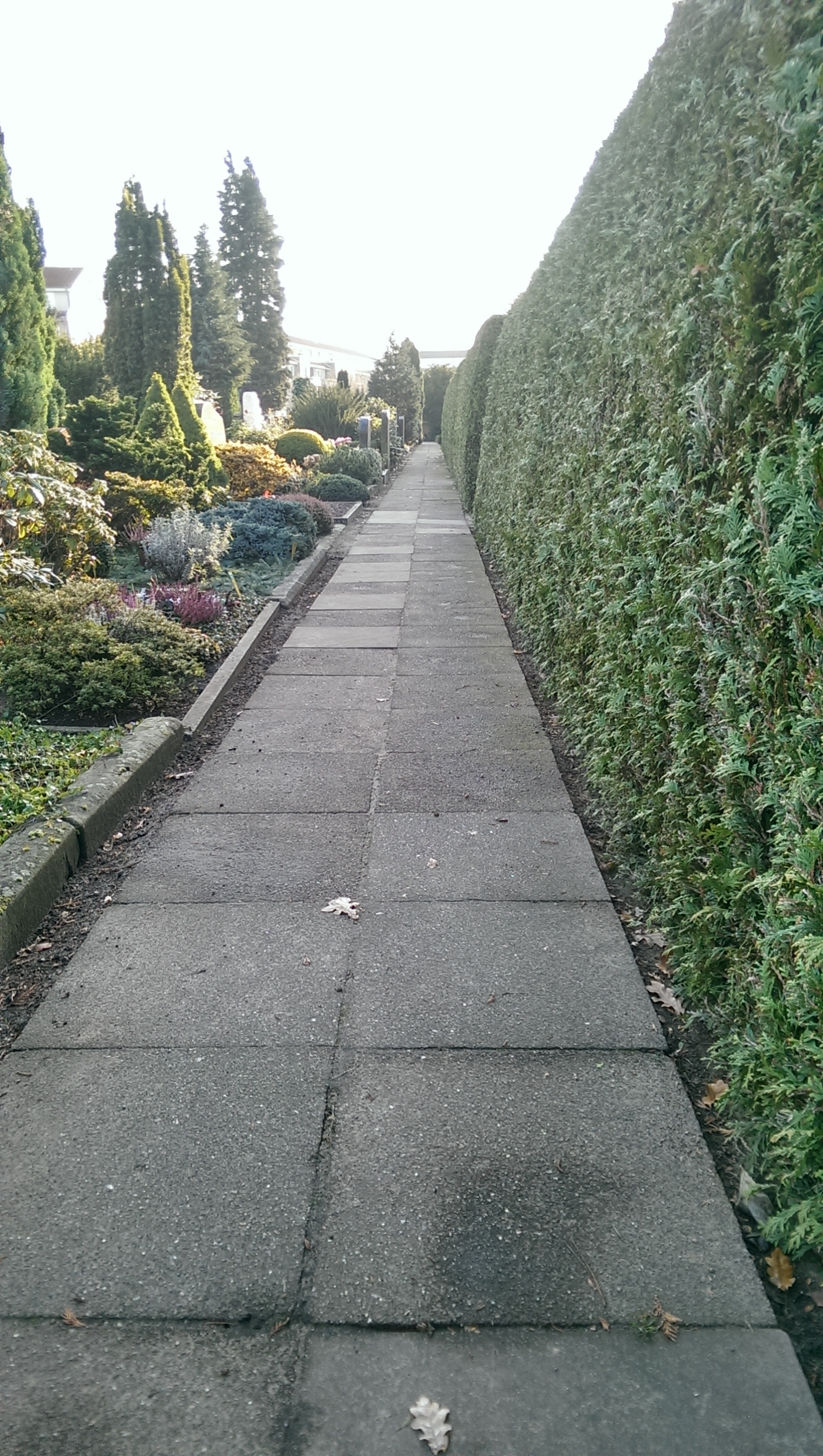
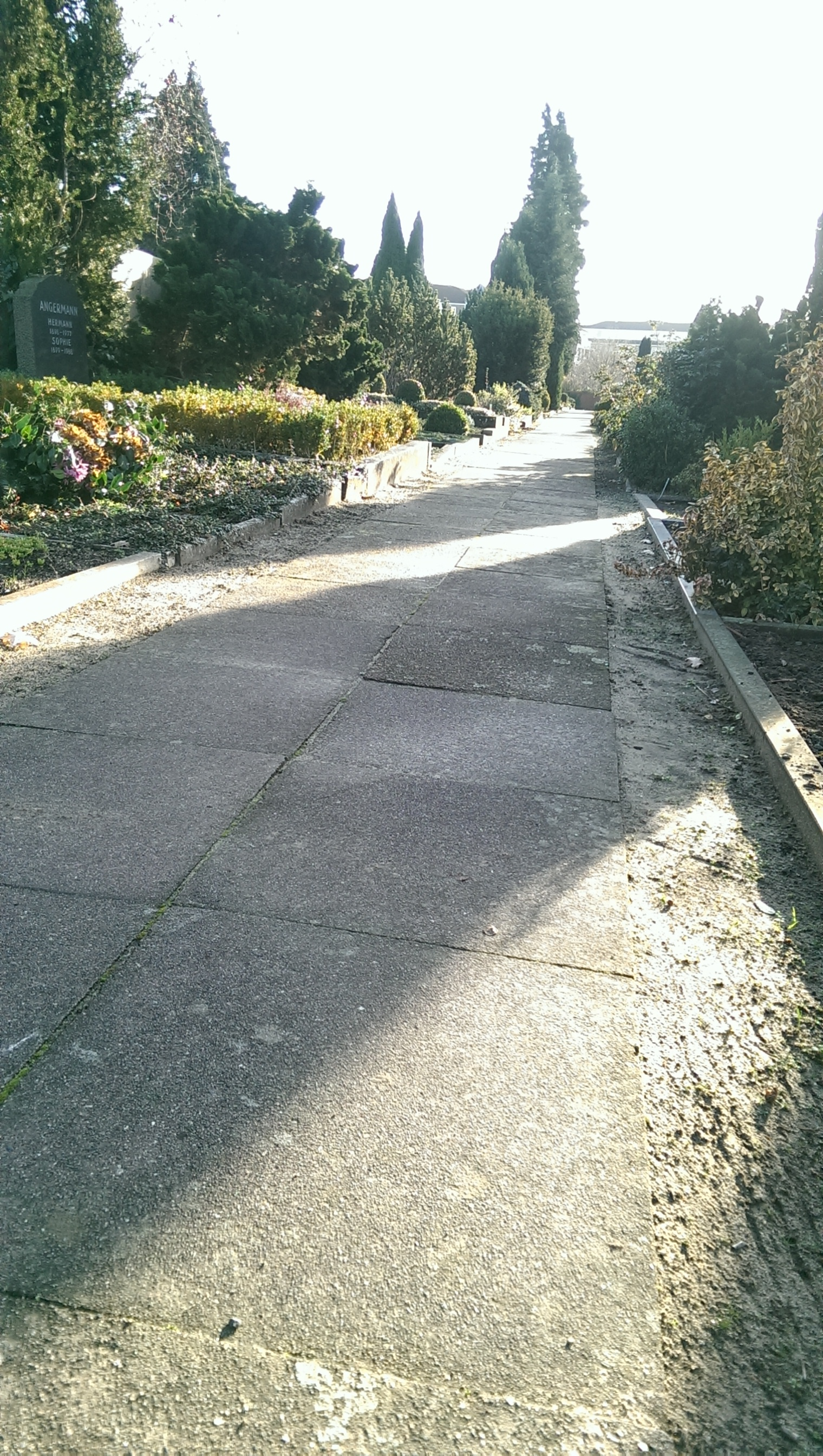
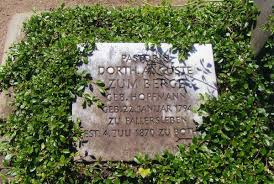
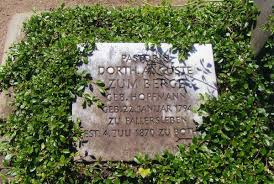